# Gladiator
 For alternative betydninger, se Gladiator (flertydig). (Se også artikler, som begynder med Gladiator)
En gladiator (af latin gladius, et sværd) var en professionel kriger, der sloges mod andre gladiatorer, vilde dyr og slaver. Gladiatorkampene (på latin munera gladiatoria) blev ofte kæmpet til døden for underholdningens skyld. Kampene fandt sted i store arenaer over hele Romerriget som Colosseum i Rom. Mange gladiatorer var kriminelle eller slaver, der blev købt af handelsagenter for at slås og dø i kamp. Gladiatorerne havde ikke noget valg, når det gjaldt deres egen skæbne. Nogle meldte sig frivilligt for at sikre familien det daglige brød, selv om de vidste, at det kunne koste dem livet.
Den gladiator, der i dag huskes bedst, er Spartacus, der i 73 f.Kr anstiftede et slaveoprør, som blev nedkæmpet af Crassus.

## Oprindelse
Gladiatorkampene kom til romerne i 264 f.Kr gennem etruskerne, der havde afholdt tvekampe som en del af ritualet ved begravelser. Den første blev afholdt på Forum Boarium. Udgydt blod eller et liv, der gik tabt, regnedes som et offer. Lidt af det religiøse aspekt blev bevaret, ved at gladiatorkampene indledtes med et religiøst optog og der stadig ofredes på det lille alter for gudinden Nemesis, der altid var ved gladiatorernes indgang til arenaen.  Fra 105 f.Kr blev kampene offentlige, indtil kejser Honorius (395-423) forbød skikken i år 404 e.Kr. . På trods af forbuddet ser det ud til at romerne fortsatte med at afholde gladiatorkampe, når traditionelle værdier skulle demonstreres. Kristne havde selv været ofre, men arrangerede ikke desto mindre kampe.
En af Roms biskopper, den senere helgen Sankt Damasus, ansatte gladiatorer som sine livvagter. I Nordafrika var det indvandrede germanere, der bragte skikken til ophør. Under vandalerstyret fortsattes kapløb med stridsvogne i det romerske circus; men gladiatorkampene var forbudt.

## Kejserne og gladiatorerne
Kejser Augustus lod indskrive på Ankaras Augustus-tempel: "Tre gange gav jeg en gladiatorforestilling i mit eget navn og fem gange i mine sønners eller børnebørns navne, og under disse forestillinger kæmpede omkring 10.000 mænd til døden." Hans efterfølger, Tiberius, holdt ikke af kampene og sendte to kohorter til byen Pollentia, da befolkningen nægtede at udlevere en centurions lig, medmindre de pårørende bekostede en gladiatorkamp. Ifølge Sveton idømte Tiberius de fleste af byens indbyggere og magistraterne fængsel på livstid. I år 27 e. Kr. rejste en tidligere slave Atilius et vakkelvorent amfiteater i Fidenae og arrangerede en gladiatorkamp dér. Tacitus beretter, at folk strømmede til, og da bygværket faldt sammen under vægten af folkemængden, skal 50.000 være omkommet. Overklassen i Rom åbnede deres hjem for de sårede, og Senatet vedtog en lov om, at kun folk med en formue på over 400.000 sestertser fik lov til at arrangere gladiatorkampe. Videre måtte amfiteatre kun rejses på solid grund.
Da kejser Trajan havde besejret Dacia, betalte han for cirkuslege i 123 dage i træk, hvor 11.000 vilde og tamme dyr blev dræbt, og 10.000 gladiatorer kæmpede.
Omkring år 190 deltog kejser Commodus i de offentlige kampe. Han fik indskrevet på en statue af sig selv, at han havde dræbt 12 000 modstandere; men hans modstandere fik kun ubrugelige våben af træ at forsvare sig med, mens han selv var fuldt bevæbnet. Da han hørte, at en bestiarius (= gladiator, som kæmpede mod vilde dyr), Julius Alexander, havde dræbt en løve fra hesteryg, blev Commodus misundelig og fik ham henrettet.
Andre brød sig ikke om kampene. Seneca skrev om en forestilling, at "det var det rene myrderi. De kæmpende har ingen form for beskyttelse; hele kroppen er udsat for slagene. Intet slag falder forgæves. Det er det mange foretrækker frem for de ordinære konkurrencer... Om morgenen kastes mænd for løverne eller bjørnene; ved middagstid kastes de for tilskuerne. Når en mand har dræbt, så råber de til ham at han skal dræbe én til, eller selv blive dræbt." En graffiti fra gladiatorkasernens spisesal i Pompeii lyder: "Filosoffen Annæus Seneca er den eneste romerske forfatter, som fordømmer blodige lege." Når kejser Titus i kraft af sin stilling var nødt til at overvære en gladiatorkamp, brast han i gråd. Fra provinsbyerne er det dog kendt, at gladiatorkampene ikke altid havde dødelig udgang. Mistede en gladiator livet, måtte arrangørerne betale et tusinde sølvmønter, og ved forskellige skader op til tyve denarer.

## Kampene
Gladiatorens færdigheder som dolkning, hug og kvælning, lærte de i en gladiatorskole. Eleverne lærte den enkle regel: "Gør det mod ham, før han gør det mod dig!" Erfarne tidligere gladiatorer underviste dem på skolens øvelsesbane. Nykommerne begyndte med at øve sig på træstokke, senere på figurer af hø. Eleverne benyttede som regel træsværd, da metalsværd var meget dyre. Hvis en elev kom til skade, blev han behandlet af skolens læge.
En gladiator måtte regne med omkring tre kampe om året. Før en kamp blev der reklameret mundtlig og skriftligt i gaderne, da der knyttedes stor spænding og væddemål til kampene. Tacitus fortæller om en gladiatorkamp i Pompeiis amfiteater, måske det ældste i Italien: "På den tid udbrød der en alvorlig kamp mellem indbyggerne i to romerske byer Nuceria og Pompeii. (Pompeii var havneby for Nuceria.) Det begyndte med en ubetydelig hændelse under nogle gladiatorkampe... Da de begyndte at skælde hinanden ud – typisk for sådanne byer – førte mundhuggeri til stenkast, og så kom sværdene frem. Pompeianerne, hos hvem legene fandt sted, sejrede, men mange sårede fra Nuceria blev ført til hovedstaden... Kejseren (Nero) bad senatet om at efterforske sagen... Da der kom rapport, vedtog senatet, at Pompeii ikke måtte afholde lege i ti år."
En gladiator, der skulle oplæres, måtte aflægge ed til sin træner (lanista) "... om blind lydighed. Finde sig i indespærring, pisk og endog døden for sværdet." I Pompeii blev 60 gladiatorer fundet omkommet i barakkerne efter Vesuvs udbrud i år 79, hvad der tyder på, at de blev holdt indespærret. Sammen med de døde gladiatorer lå også liget efter en overklassekvinde, der måske sværmede for én af dem. Beundrere skrev gladiatorernes navne på husvæggene, så vi i dag kender navnene på flere af dem i Pompeii: Felix, Celadus, Crescens.
Gladiatorerne var iført traditionelle antræk og forestillede mytologiske uhyrer eller for længst glemte barbarer. Romerne anså forestillingerne for en hyldest til de gamle dyder og derfor sundt for moralen. Vilde dyr og forbrydere blev ført frem for at dø, som en demonstration af, hvordan Rom gjorde verden til et tryggere sted for sine indbyggere. Forestillingen begyndte om morgenen, hvor hele landskaber steg op fra underjordiske sceneramper, og vilde dyr førtes ind i håb om, at de ville sønderrive hinanden. Midt på dagen gik man over til at henrette fanger. De kunne blive dræbt af de vilde dyr, eller sat til at dræbe hinanden. Til sidst, som hovedforestilling, kom gladiatorkampene. Gladiatorerne skulle man se op til, med Ciceros ord: "Såfremt de har gjort sine herrer tilfredse, er de lykkelige for at dø." Plinius mente, det var "en imponerende forestilling, som demonstrerede trangen til ros og ønsket om sejr."